# Stjepan Ujević
Stjepan Ujević (Krivodol, 5. ožujka 1959. – 1. travnja 2020.), hrvatski nogometni djelatnik, delegat i športski novinar, trener, tajnik i predsjednik skupštine Kamena, legendaran po najavama utakmica športski komentator na Radio Imotskome, pisao i za Sportske novosti te Slobodnu Dalmaciju Rodio se je u radničkoj obitelji u Krivodolu. Radio je u Napredku i Skladgradnji. Nogomet je živio "punim plućima", a zbog pozitivne energije smatralo ga se dobrim duhom Imotske krajine. Energično se unosio u svaki prijenos, da su slušatelji imali doživljaj da su na samoj utakmici. Bio je "športska duša svih imotskih nogometnih terena, dobri duh nogometnog podmlatka, brižni kritičar pionira, oštar i blag otac seniora i motivator veterana." Rado je pripovijedao anegdote. Od 1981. je godine bio voditelj selekcija u Kamena, gdje je u nekoliko mjeseci postigao je zapažene rezultate. U klubu je bio od trenera pionira, preko tajnika pa sve do predsjednika Skupštine kluba. Svoj je Kamen toliko volio, da mu je bio na umu i zadnjim danima života, kad ga je shrvala teška bolest. Izjavio je "Samo nemojte da mi se Kamen ugasi." Bio je živuća športska enciklopedija, i za nj se govorilo da je znao sve sastave u bivšoj Jugoslaviji. Stjepan - Nadan je bio poznat po javljanjima za Radio Imotski, gdje je svaki pogodak, svakog strijelca i svaki podatak analizirao je u svojoj uživo analizi ponedjeljkom. Izvješća je završavao istim riječima "Sportski pozdrav od vašeg Stipe Ujevića - Nadana."